# Have I Got News For You
Have I Got News For You är ett brittiskt tv-program. Programmet är ett humoristiskt panelprogram som kretsar kring aktuella händelser och politik. Programmet produceras av Hat Trick Productions för BBC.
Det första programmet sändes den 28 september 1990 på BBC2. I oktober 2000 flyttades programmet till BBC One. Vanligtvis spelas två säsonger om ungefär åtta program var in årligen.
Programformatet finns i flera andra länder, bland annat Sverige där programmet hette Snacka om nyheter, Finland där det kallas Uutisvuoto, Norge där det kallas Nytt på Nytt och Nederländerna där det kallas Dit was het nieuws.